# Camp des Portes
Le camp des Portes est un camp préhistorique situé à Contrevoz, dans le département de l'Ain en France. 

## Présentation
L'édifice est classé au titre des monuments historiques en 1913. Il est situé aux coordonnées géographiques suivantes : 45° 46′ 56″ N, 5° 38′ 40″ E.